# توني فيتزجيرالد
توني فيتزجيرالد (بالإنجليزية: Tony FitzGerald)‏ هو سياسي أسترالي، ولد في 22 فبراير 1940 في أستراليا. حزبياً، نشط في الحزب الوطني الأسترالي في كوينزلاند ‏.